# Circulation avec le cheval
 (avril 2013).

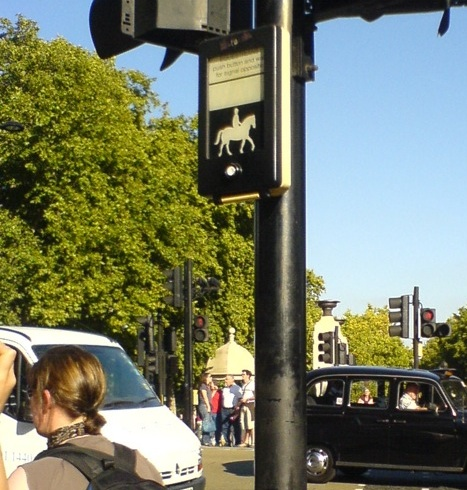
« Pegasus crossing », un feu de circulation destiné à permettre aux cavaliers de traverser la route, à Hyde Park, Londres.

La circulation à cheval désigne, dans de nombreux pays, les règles de circulation et les dispositions du code de la route à l’égard des cavaliers, de leur monture, des meneurs et de leurs animaux ainsi que des véhicules à traction animale, comme pour n'importe quel usager.

## Histoire

### Origines
En France, la réglementation routière est antérieure à la naissance de l'automobile. La notion de « code de la route et de roulage » a été considérée dès 1828. La circulation attelée hippomobile était régie par la « loi sur la police du roulage et des messageries publiques » du 30 mai 1851 et ses nombreux décrets d’application.

### Convention de Genève de 1949
La convention de Genève de 1949 prévoit dans les pays qui l'appliquent, que « les animaux et les bêtes de trait, de charge ou de selle doivent avoir un conducteur et, sauf dans les zones exceptionnelles signalisées à leurs points d'entrée, les bestiaux doivent être accompagnes. (...) Les conducteurs doivent constamment avoir le contrôle de leur véhicule ou pouvoir guider leurs animaux. »
Selon l'article 9 « Les animaux doivent être maintenus le plus près possible du bord de la
route dans les conditions prévues par la législation nationale. »

### De nos jours
De nos jours, la circulation de véhicules hippomobiles et de cavaliers sur les routes aux côtés de véhicules à moteur n'est pas sans poser de problèmes. Certaines capitales européennes ont interdit la circulation des cavaliers et des attelages afin de prévenir les accidents. En Roumanie, l'article 71 du code de la route interdit aux attelages hippomobiles de circuler sur les routes nationales depuis 2008, en raison de leur implication dans 10 % des accidents de la route. Elle a été étendue en 2010 à toute la ville de Bucarest.
Contrairement à une idée répandue, la circulation des cavaliers et des attelages est autorisée (et réglementée) à Paris, tout comme elle l'est à Londres, Vienne, Rome, Moscou, Prague et Madrid.
La modification de la place du cheval dans les pays où les déplacements sont largement motorisés a entraîné l'inclusion de certaines règles spécifique dans code de la route. En France, l'article R. 413-17 du code de la route dit clairement que l'automobiliste doit réduire sa vitesse lorsqu'il croise ou dépasse des animaux, et l'article R.414-4 impose laisser au minimum un mètre (un mètre et demi hors agglo) d'écart avec son véhicule et un piéton/cycliste/animal.

## Règles de circulation

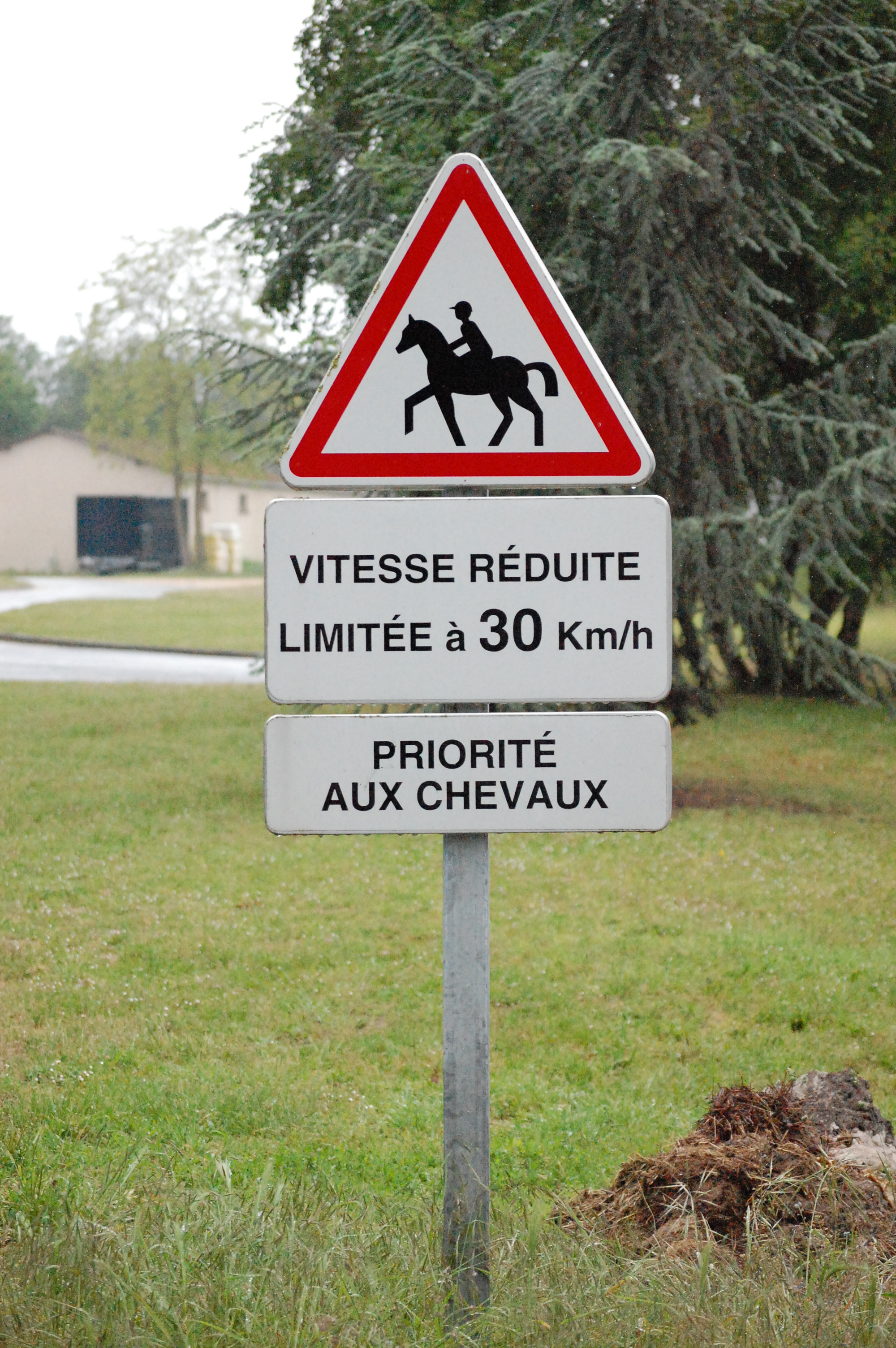
Panneau accordant la priorité aux chevaux aux abords du Cadre noir de Saumur.

- Le cheval monté est assimilable à un véhicule, sans moteur et non soumis à immatriculation, tout comme le cycliste. Il doit, comme tel, se conformer à toutes les dispositions du code de la route qui lui sont applicables.
- Lorsque le cavalier mène son cheval en main, le meneur doit alors se placer entre son cheval et la circulation[5].
- Comme les autres conducteurs, il doit être constamment en mesure d’effectuer toutes les manœuvres qui lui incombent. Il lui appartient donc de pouvoir maîtriser sa monture si elle prend peur.
- L'article R412-44 (France) précise que tout cheval, isolé ou en groupe (au même titre qu'un chien), doit avoir un conducteur (sur le cheval ou à côté), et ne doit pas être laissé en liberté sur la voie publique, sous peine d'amende (interdiction de laisser divaguer un animal sur la voie publique)[6].
- En Belgique, un cavalier doit avoir 14 ans révolus pour circuler à cheval sur la voie publique (12 ans s'il est accompagné d’un cavalier d’au moins 21 ans) et 16 ans pour conduire un véhicule attelé.
- Le cavalier est civilement responsable de tout accident causé par le cheval et sera tenu de dédommager la (ou les) victime(s) en cas d’accident.
- Aucun permis n'est exigé pour circuler à cheval sur la voie publique. Toutefois, une licence (carte de cavalier...) est conseillée, car elle inclut l'assurance responsabilité civile cavalier. Elle s'obtient auprès d'une fédération sportive couvrant les activités équestres. Pour les propriétaires de leurs chevaux, il est également recommandé de souscrire une assurance Responsabilité Civile Propriétaire d’Équidés. D'autres assurances proposent ce genre de couverture.

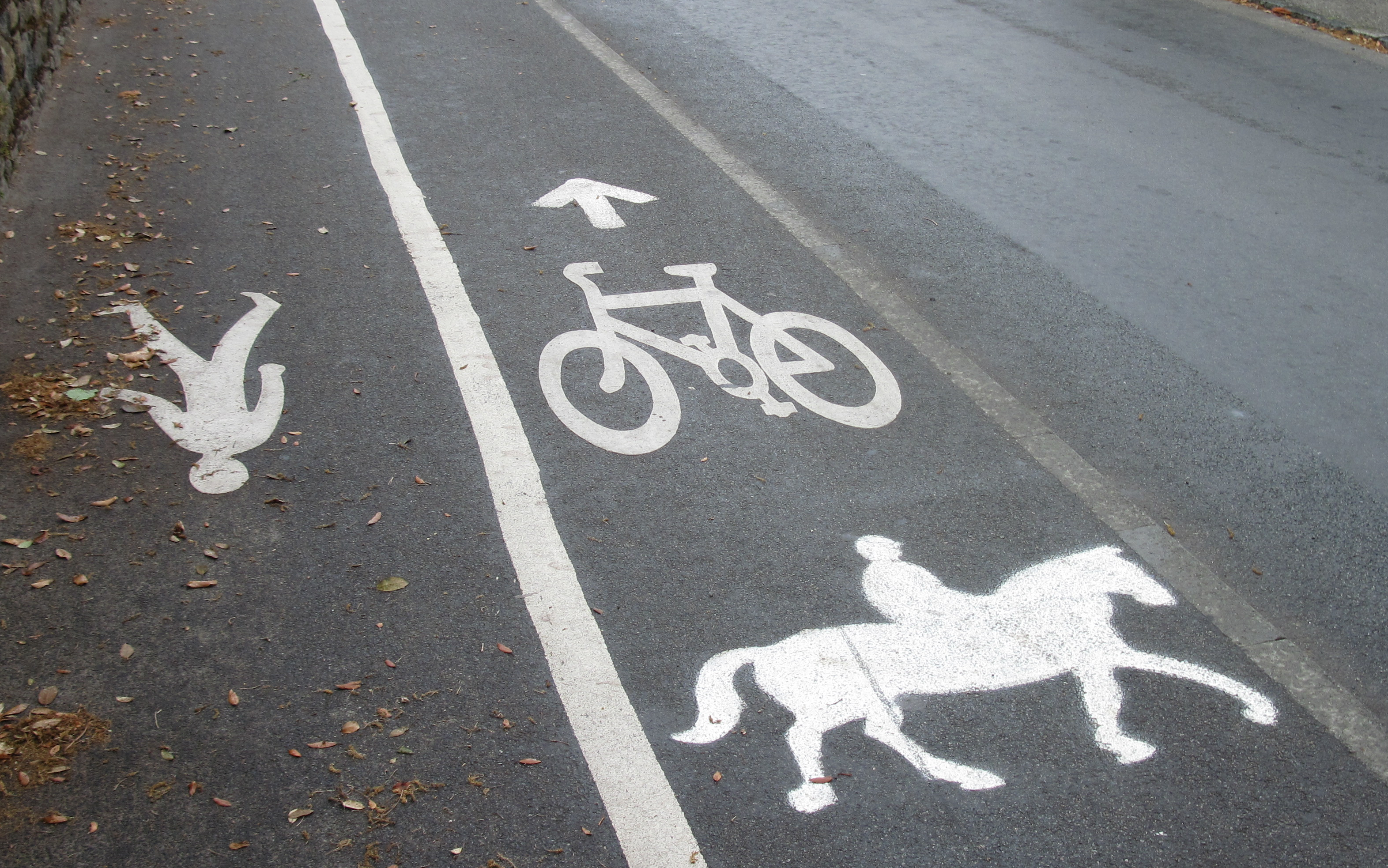
Marquage au sol à Guernesey.

- Le cavalier doit se tenir à droite de la chaussée[5], près du bord. Les cavaliers et animaux ne doivent pas représenter une entrave à la circulation des autres usagers et doivent pouvoir être dépassés en toute sécurité[5].
- Tout arrêt ou stationnement, gênant ou dangereux, sont interdits, comme avec n'importe quel véhicule : notamment en côte, sur ou sous un pont ou dans un tunnel.
- Tout changement d’allure ou de direction doit être anticipé. Le cavalier doit alors avertir les autres usagers notamment lorsqu’il veut tourner à gauche, traverser la voie, reprendre la marche après un arrêt ou reprendre sa place dans le courant de la circulation. Comme n'importe quel usager le cavalier doit impérativement respecter les feux, stops, giratoires, priorités à droite, sens interdits etc.
- L'usage du téléphone portable tenu en main interdit.
- En cas d’arrêt prolongé, le cavalier doit s'assurer que son cheval ne représente pas un danger pour les autres usagers.

Toute infraction commise par un cavalier à cheval est passible des mêmes peines que si elles avaient été commises avec une voiture ou moto (exception faite du retrait de points sur le permis)

### Casque
En France, le port d'un casque conforme aux normes en vigueur est obligatoire pour tout mineur dans le cadre des activités organisées par les centres équestres, à l'exception de la pratique de la voltige ou lorsque le pratiquant est à pied  (Art. A. 322-121 du code du sport).
Cependant, la plupart des centres équestres ont prévu dans leur règlement intérieur l'obligation du port d'un casque homologués dans leurs enceintes et en extérieur pour tous les cavaliers membre de leur club, quel que soit le terrain d'évolution (manège, carrière, extérieur...) et quel que soit le niveau du cavalier, débutant ou très expérimenté. Les accidents les plus fréquents sont les chutes, avec des traumatismes crâniens dus au non port du casque. Ces accidents peuvent être parfois mortels. Là encore, au même titre qu'à vélo ou à moto, le port du casque permettrait de sauver des vies.

### Obligations des véhicules motorisés à l’égard des cavaliers et des meneurs
- Avant de dépasser tout conducteur doit s’assurer qu’il peut le faire sans danger. Lors du dépassement ou d’un croisement avec un animal sa vitesse doit être réduite. Il doit, en outre, avertir de son intention l'usager qu'il veut dépasser (mais ne surtout pas klaxonner ni même faire ronfler son moteur pour ne pas risquer d'effrayer l'animal). Pour effectuer le dépassement, il doit se déporter suffisamment pour ne pas risquer de heurter l'usager qu'il veut dépasser. Il ne doit pas en tout cas s'en approcher latéralement à moins d'un mètre en agglomération et d'un mètre et demi hors agglomération s'il s'agit d'un véhicule à traction animale, d'un engin à deux ou à trois roues, d'un piéton, d'un cavalier ou d'un animal. Il est interdit d’effrayer les animaux par le bruit : klaxon, ronflement moteur, auto-radio qui dépasse le seuil de décibels autorisé, etc.
- Le point n°11 de l'article R413-17[8] du Code de la route impose que le conducteur d'un véhicule à moteur « réduise sa vitesse lors du croisement ou du dépassement d'animaux ». S'il croise ou dépasse un animal à la vitesse limite autorisée par la voie (80 km/h sur route  départementale par exemple), ce conducteur est donc en infraction manifeste et encourt une amende prévue pour les contraventions de la quatrième classe.

### Droit et interdiction de circulations sur certaines voies

#### La voie publique
Ce sont les routes nationales, départementales ou communales. Les cavaliers peuvent les emprunter, sauf indication matérialisée. Les principales dispositions sont les suivantes :
- Il est strictement interdit de circuler sur les autoroutes[6], les bretelles d’autoroutes, les routes pour automobiles[réf. nécessaire] ainsi que sur les voies rapides.
- Il est interdit de s'engager sur un passage à niveau sans être certain de ne pas représenter un risque pour la circulation des trains ou convois ferroviaires. Il est strictement interdit de s’immobiliser sur un passage à niveau. Le cavalier doit être à même de pouvoir interrompre très rapidement le franchissement par son animal du passage à niveau.
- Les aires et voies piétonnes sont strictement réservées aux piétons.
- Les trottoirs sont interdits à la circulation des chevaux. En revanche, hors agglomération, il est autorisé de circuler sur l'accotement, dans le sens de la marche. Attention doit être portée aux autres usagers.
- Les bandes et pistes cyclables sont également interdits aux cavaliers, sauf si un panneau ou panonceau les autorise.
- Les voies vertes sont réservées à la circulation des véhicules non motorisés, les cavaliers et meneurs ainsi que leurs animaux peuvent donc les emprunter en respectant la circulation des autres usagers.
- Il est autorisé sur une chaussée de circuler de front à deux chevaux. La file indienne doit néanmoins être préconisée.
- Il est interdit de galoper en agglomération.

#### En forêt
L'équitation est un sport de nature et la forêt son cadre naturel d'évolution. Avant d'emprunter les chemins forestiers, les cavaliers et meneurs doivent connaître leurs propriétaires : État, collectivités locales ou propriétaires privés. Deux cas de figure sont possibles :
- Forêts ou espaces boisés publics (forêt domaniale, parc urbain...) : Les cavaliers peuvent les emprunter sauf interdiction matérialisée. Ils sont généralement interdits à la circulation des véhicules motorisés.
- Chemins et forêts privés : Les cavaliers ne peuvent les emprunter que si le propriétaire les y autorise. En général, les chemins et forets privés où l'accès est interdit sont généralement signalés par des panneaux, voire clôturés.

#### Principaux panneaux français

Danger passage de cavaliers
Chemin ou piste cavalière obligatoire
Fin de piste cavalière

### Circulation de nuit

#### Cavaliers
En France l'article R313-1 interdit les dispositifs d'éclairage ou de signalisation non prescrits par le code.

La législation n’oblige pas les cavaliers à cheval à porter un équipement réglementaire. En revanche, un meneur à pieds à l'obligation de se signaler à l'arrière par un éclairage rouge dès la chute du jour.

Dans tous les cas, à la tombée du jour, il est fortement recommandé de porter de façon très visible une lampe type "vélo" rouge à l’arrière et blanc à l’avant ainsi que gilets et des bandes réfléchissantes.
En agglomération, lampes et feux de nuit ne sont pas requis si l’éclairage de la chaussée permet de voir distinctement de loin.

#### Cheval attelé

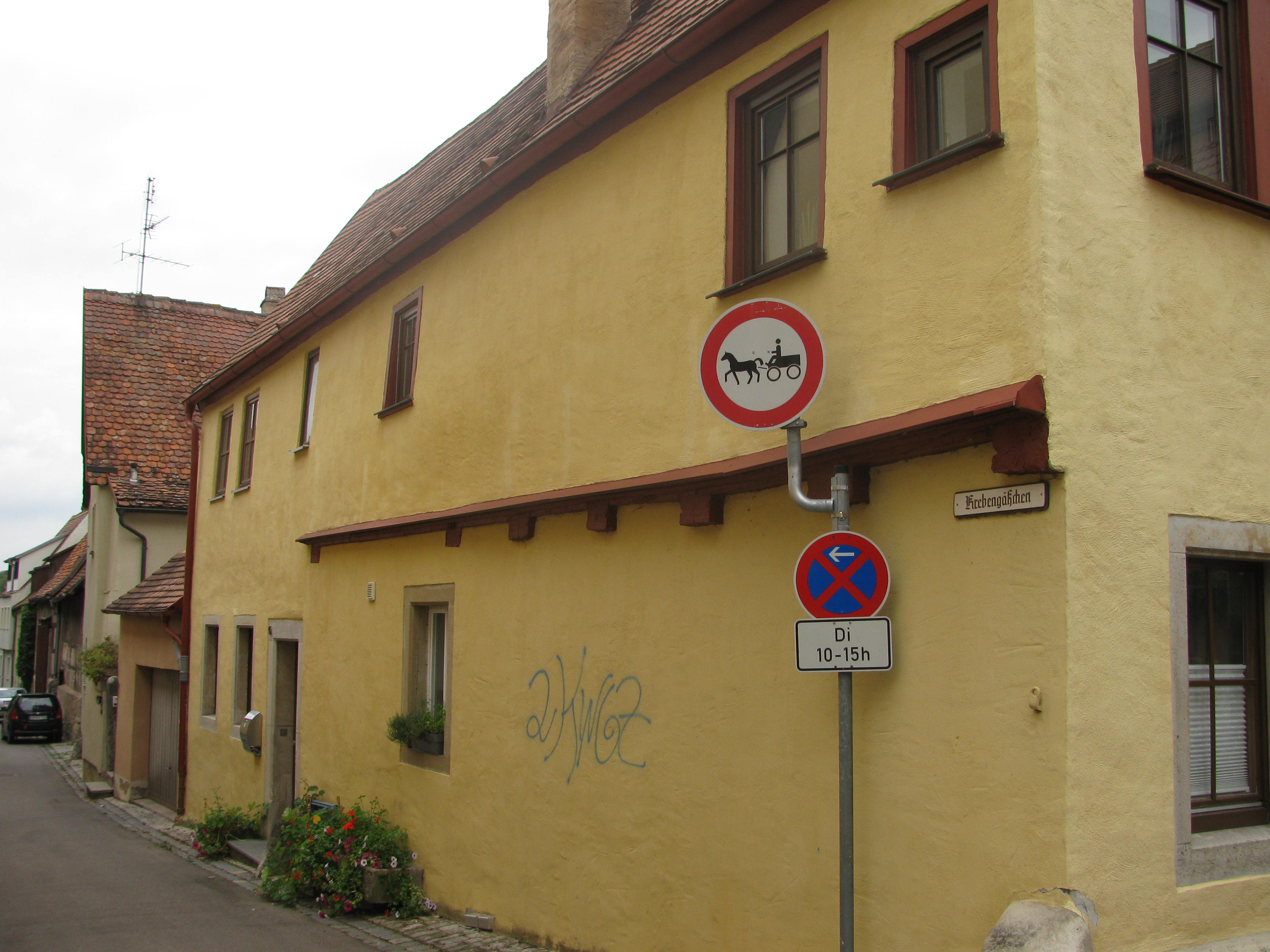
Interdiction de circulation des attelages en Bavière.

Les conditions d’éclairage spécifiques aux véhicules à traction animale s'applique :
- La nuit, ou le jour lorsque la visibilité est insuffisante, tout véhicule à traction animale doit être muni à l'arrière de deux catadioptres arrière. Lorsque, chargement compris, la longueur du véhicule dépasse 6 mètres ou sa largeur 2 mètres, ces dispositifs doivent être situés à la limite du gabarit du véhicule. Ces dispositifs doivent être placés de telle sorte qu'aucune partie du véhicule ou de son chargement n'en détruise l'efficacité en les cachant d'une façon totale ou partielle.
- La nuit, ou le jour lorsque la visibilité est insuffisante, tout véhicule à traction animale, dont, chargement compris, la longueur dépasse 6 mètres ou la largeur 2 mètres, doit être muni à l'avant, à la limite du gabarit, de deux catadioptres avant, réfléchissant une lumière blanche.
- La nuit, ou le jour lorsque la visibilité est insuffisante, tout véhicule à traction animale doit être muni des dispositifs suivants :
  - À l'avant, un ou deux feux émettant vers l'avant une lumière blanche ou jaune ;
  - À l'arrière, un ou deux feux émettant vers l'arrière une lumière rouge.
- Ces lumières doivent être visibles la nuit par temps clair à une distance de 150 mètres sans être éblouissantes pour les autres conducteurs.
- S'il y a deux feux à lumière blanche ou jaune ou deux feux à lumière rouge, ils doivent être placés symétriquement. S'il n'y a qu'un seul feu à lumière blanche ou jaune ou un seul feu à lumière rouge, chacun d'eux doit être placé à la gauche du véhicule si ce dernier est en mouvement et du côté opposé au trottoir ou à l'accotement s'il est en stationnement.
- Toutefois, peuvent n'être signalés que par un feu unique, placé du côté opposé à l'accotement ou au trottoir, émettant vers l'avant une lumière blanche ou jaune et vers l'arrière une lumière rouge :
  - Les véhicules à traction animale à un seul essieu ;
  - Les véhicules à traction animale à usage agricole ; le feu doit alors être fixé au véhicule ou porté à la main par un convoyeur se trouvant immédiatement à côté et à gauche du véhicule ;
  - Les autres véhicules à traction animale en stationnement, à la condition que leur longueur ne dépasse pas 6 mètres.
- Quand plusieurs véhicules à traction animale circulent en convoi, le premier véhicule de chaque groupe de deux ou trois véhicules se suivant sans intervalle doit être muni du ou des feux émettant une lumière blanche ou jaune et le dernier véhicule du ou des feux émettant une lumière rouge prévus ci-dessus. Le véhicule intermédiaire, s'il existe, est dispensé de tout éclairage.

### Règles particulières pour la circulation de groupes de cavaliers
Ces règles s’appliquent en Belgique pour les groupes d’au moins 10 cavaliers  :
- Les groupes sont obligatoirement accompagnés par un responsable de plus de 21 ans. Il est responsable de l’évolution du groupe et est censé porter au bras gauche un brassard aux couleurs nationales.
- Le chef de groupe est autorisé à arrêter la circulation automobile aux carrefours sans feux de signalisation au moyen d'un signal disque C3 pour faciliter le passage du groupe. Lors de la traversée le groupe ne doit pas être séparé. Les automobilistes doivent respecter cette règle et ne pas chercher à franchir la ligne de cavaliers, même s’ils ne sont que deux.

### Pénalités imposées pour infraction au Code de la Route

#### Exemple d'infraction courante
- Circulation sur la route d'animal sans conducteur ; article R 412/44 du code de la route : 22 euros d'amende.
- Circulation d'animal éloigné du bord droit de la chaussée en marche normale ; article R 412/45 du code de la route : 22 euros d'amende.
- Conduite d'un animal dans des conditions entravant la circulation publique ; article R 412/46 du code de la route ; 22 euros d'amende.
- Changement de direction dans la conduite d'animaux, effectué sans avertissement préalable des autres usagers ; article R 412/47 du code de la route : 22 euros d'amende.
- Conduite d'animaux, de nuit, non signalé par une lanterne ; article R 412/48 du code de la route ; 90 euros d'amende.

#### Impact sur le permis de conduire et peine complémentaire
Quelle que soit l'infraction commise par un cavalier, il ne peut être retiré aucun point sur le permis de conduire, le retrait de point n'étant possible que si l'infraction a été commise avec un véhicule terrestre à moteur pour lequel un permis est exigé. En revanche, une suspension de permis peut être décidée par un juge lorsqu'elle est prévue par le code de la route (circulation en sens interdit, feux ou stop grillé, etc.)
En cas d'infraction commise avec un cheval, ce dernier peut être confisqué. En cas d’infraction majeure il est même possible de prononcer l'interdiction de détenir temporairement ou définitivement un animal, de suspendre ou d'annuler le permis de conduire, etc.